# Vòng loại Giải vô địch bóng đá nữ thế giới 2011 (Bảng 1 UEFA)
Bảng 1 Vòng loại Giải vô địch bóng đá nữ thế giới 2011 khu vực châu Âu là một trong các bảng đấu loại do UEFA tổ chức để chọn đội tham dự Giải vô địch bóng đá nữ thế giới 2011. Bảng gồm các đội Pháp, Iceland, Serbia, Bắc Ireland, Croatia và Estonia. Đây là bảng đấu duy nhất có sáu đội (các bảng khác có 5 đội).
Đội đầu bảng Pháp giành quyền vào vòng play-off.

## Bảng xếp hạng
| Đội         | Tr | T  | H | B | BT | BB | HS  | Đ  |
| ----------- | -- | -- | - | - | -- | -- | --- | -- |
| Pháp        | 10 | 10 | 0 | 0 | 50 | 0  | +50 | 30 |
| Iceland     | 10 | 8  | 0 | 2 | 33 | 3  | +30 | 24 |
| Bắc Ireland | 10 | 3  | 2 | 5 | 8  | 16 | −8  | 11 |
| Estonia     | 10 | 3  | 1 | 6 | 7  | 44 | −37 | 10 |
| Serbia      | 10 | 2  | 3 | 5 | 7  | 19 | −12 | 9  |
| Croatia     | 10 | 0  | 2 | 8 | 4  | 27 | −23 | 2  |

|             | Croatia | Estonia | Pháp | Iceland | Bắc Ireland | Serbia |
| ----------- | ------- | ------- | ---- | ------- | ----------- | ------ |
| Croatia     | –       | 0–3     | 0–7  | 0–3     | 0–1         | 1–2    |
| Estonia     | 1–1     | –       | 0–6  | 0–5     | 2–1         | 1–0    |
| Pháp        | 3–0     | 12–0    | –    | 2–0     | 6–0         | 7–0    |
| Iceland     | 3–0     | 12–0    | 0–1  | –       | 2–0         | 5–0    |
| Bắc Ireland | 3–1     | 3–0     | 0–4  | 0–1     | –           | 0–0    |
| Serbia      | 1–1     | 4–0     | 0–2  | 0–2     | 0–0         | –      |

## Kết quả
| Iceland                                                | 5–0      | Serbia |
| ------------------------------------------------------ | -------- | ------ |
| M. Viðarsdóttir 32', 49', 72', 84' · K. Jónsdóttir 80' | Chi tiết |        |

| Iceland | 12–0     | Estonia |
| --- | -------- | ------- |
| M. Viðarsdóttir 4', 9' (ph.đ.), 38' · Lárusdóttir 7' · K. Jónsdóttir 16', 18' · Garðarsdóttir 33' · Magnúsdóttir 49', 64', 74' · S. Gunnarsdóttir 54' · Hönnudóttir 76' | Chi tiết |         |

| Croatia | 0–7      | Pháp                                                                                      |
| ------- | -------- | ----------------------------------------------------------------------------------------- |
|         | Chi tiết | Soubeyrand 25' · Franco 38', 55' · Delie 45+2' · Le Sommer 65' · Abily 73' · Thomis 90+3' |

| Serbia    | 1–1      | Croatia    |
| --------- | -------- | ---------- |
| Pešić 54' | Chi tiết | Joščak 22' |

| Croatia | 0–1      | Bắc Ireland |
| ------- | -------- | ----------- |
|         | Chi tiết | Furness 26' |

| Pháp                    | 2–0      | Iceland |
| ----------------------- | -------- | ------- |
| Thiney 23' · Thomis 79' | Chi tiết |         |

| Pháp | 12–0     | Estonia |
| --- | -------- | ------- |
| Herbert 27', 57' · Necib 31' · Abily 36' · Thiney 37', 41', 47' · Franco 40' · Thomis 79' · Delie 80', 90+1' · Prants 90+4' (l.n.) | Chi tiết |         |

| Bắc Ireland | 0–1      | Iceland         |
| ----------- | -------- | --------------- |
|             | Chi tiết | Ómarsdóttir 79' |

| Serbia | 0–2      | Pháp                     |
| ------ | -------- | ------------------------ |
|        | Chi tiết | Thiney 27' · Abily 45+3' |

| Serbia | 0–2      | Iceland               |
| ------ | -------- | --------------------- |
|        | Chi tiết | Magnúsdóttir 52', 81' |

| Croatia | 0–3      | Estonia                          |
| ------- | -------- | -------------------------------- |
|         | Chi tiết | Aarna 10', 84' · Morkorvkina 33' |

| Pháp                                                                                   | 6–0      | Bắc Ireland |
| -------------------------------------------------------------------------------------- | -------- | ----------- |
| Franco 31' · Bompastor 34' · Le Sommer 47' · Delie 50' · Necib 54' · Hutton 71' (l.n.) | Chi tiết |             |

| Serbia                                                           | 4–0      | Estonia |
| ---------------------------------------------------------------- | -------- | ------- |
| Damnjanović 14' · Sretenović 54' · Stojkanović 73' · Podovac 89' | Chi tiết |         |

| Croatia | 0–3      | Iceland                                                 |
| ------- | -------- | ------------------------------------------------------- |
|         | Chi tiết | K. Jónsdóttir 3' · M. Viðarsdóttir 37' · Logadóttir 84' |

| Bắc Ireland | 0–4      | Pháp                                                  |
| ----------- | -------- | ----------------------------------------------------- |
|             | Chi tiết | Bompastor 17' · Abily 19' · Le Sommer 52' · Delie 90' |

| Croatia       | 1–2      | Serbia                       |
| ------------- | -------- | ---------------------------- |
| Bokanović 39' | Chi tiết | Damnjanović 13' · Krstić 54' |

| Estonia                       | 2–1      | Bắc Ireland |
| ----------------------------- | -------- | ----------- |
| Morkorvkina 15' · Palmaru 30' | Chi tiết | Hurst 59'   |

| Estonia    | 1–0      | Serbia |
| ---------- | -------- | ------ |
| Paulus 61' | Chi tiết |        |

| Iceland                                  | 2–0      | Bắc Ireland |
| ---------------------------------------- | -------- | ----------- |
| S. Gunnarsdóttir 15' · K. Jónsdóttir 59' | Chi tiết |             |

| Pháp                                   | 3–0      | Croatia |
| -------------------------------------- | -------- | ------- |
| Thiney 22' · Le Sommer 57' · Delie 62' | Chi tiết |         |

| Iceland                                   | 3–0      | Croatia |
| ----------------------------------------- | -------- | ------- |
| Magnúsdóttir 20', 42' · K. Jónsdóttir 75' | Chi tiết |         |

| Estonia | 0–6      | Pháp                                                                     |
| ------- | -------- | ------------------------------------------------------------------------ |
|         | Chi tiết | Thiney 21' · Thomis 53' · Bussaglia 54' · Le Sommer 60' · Delie 61', 90' |

| Bắc Ireland | 0–0      | Serbia |
| ----------- | -------- | ------ |
|             | Chi tiết |        |

| Bắc Ireland                   | 3–0      | Estonia |
| ----------------------------- | -------- | ------- |
| McKenna 53', 62' · Nelson 69' | Chi tiết |         |

| Serbia | 0–0      | Bắc Ireland |
| ------ | -------- | ----------- |
|        | Chi tiết |             |

| Iceland | 0–1      | Pháp       |
| ------- | -------- | ---------- |
|         | Chi tiết | Thiney 60' |

| Estonia     | 1–1      | Croatia   |
| ----------- | -------- | --------- |
| Palmaru 16' | Chi tiết | Lojna 81' |

| Estonia | 0–5      | Iceland                                                                     |
| ------- | -------- | --------------------------------------------------------------------------- |
|         | Chi tiết | M. Viðarsdóttir 9', 17' · S. Gunnarsdóttir 56', 86' · Morkovkina 58' (l.n.) |

| Pháp                                                                     | 7–0      | Serbia |
| ------------------------------------------------------------------------ | -------- | ------ |
| Thomis 5' · Thiney 32', 63', 87' · Bussaglia 45' · Delie 60' · Abily 79' | Chi tiết |        |

| Bắc Ireland          | 3–1      | Croatia     |
| -------------------- | -------- | ----------- |
| Furness 1', 51', 59' | Chi tiết | Landeka 50' |